# Frankenbach (Rhein)
Der Frankenbach ist ein knapp 7 km langer, linker Nebenfluss des Rheins, der im rheinland-pfälzischen Landkreis Ahrweiler verläuft.

## Geographie

### Verlauf
Der Frankenbach entspringt etwa einen Kilometer südwestlich des Sinziger Ortsteils Franken auf einer Höhe von 255 m ü. NHN. Die Quelle liegt am Osthang einer namenlosen Kuppe (⊙, 273 m ü. NHN) im Sinziger Stadtwald.
Der Frankenbach fließt vorwiegend in östliche Richtung. Er unterquert zunächst die A 61, dann die L 82, durchfließt Franken und den Bad Breisiger Stadtteil Oberbreisig. Durch Niederbreisig fließt er verrohrt, Bachstraße und Biergasse folgend, und mündet auf 51 m ü. NHN in den dort von Süden kommenden Rhein.
Aus dem Höhenunterschied von etwa 204 Metern ergibt sich ein mittleres Sohlgefälle von 29,3 ‰.

### Einzugsgebiet und Zuflüsse
Der Frankenbach entwässert ein 11,192 km² großes Einzugsgebiet über den Rhein zur Nordsee.
| Stat. in km | Name                     | GKZ     | Lage   | Länge in km | EZG in km² | Mündungshöhe in m ü. NHN |
| ----------- | ------------------------ | ------- | ------ | ----------- | ---------- | ------------------------ |
| 004,1860    | Bach vom Kratzheck       | 2717542 | rechts | 000,4890    | 0001,0470  | 14600000                 |
| 003,5080    | Bach von der Mönchsheide | 2717544 | links0 | 000,2540    | 0000,3230  | 13000000                 |
| 000,4930    | Kesselbergbach           | 2717546 | links0 | 000,7320    | 0000,4480  | 6500000                  |